# Labiální souhláska
Labiální souhlásky jsou souhlásky, při kterých jsou využívány jeden nebo oba rty. Za použití obou rtů se jedná o bilabiály (české b, p, m) a za použití dolního rtu a horních zubů labiodentály (české f a v). Další labiální artikulací jsou například dentolabiály, při kterých je použit horní ret proti dolním zubům.